# Iaijutsu

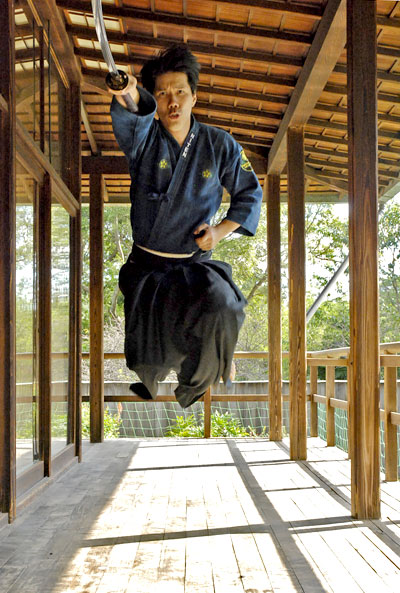
Demonstração de Iaijutsu na comemoração do dia do Samurai de 2007 em São Paulo, Brasil

O Iaijutsu (居合術), também chamado de Battôjutsu (抜刀術), Saya-no-uchi 鞘ノ内, Nuki 抜き・居合 e Yore 乱曲, é a arte marcial japonesa do desembainhar da espada. Consiste em conjuntos de Katas, técnicas ou movimentos que permitem ao praticante reagir de forma apropriada a determinadas situações.